# New Musical Express
New Musical Express, ofta förkortat NME, är ett veckovis utgivet brittiskt musikmagasin. NME inriktar sig främst på ny musik inom pop/rock/indie-genren.
Tidningen grundades av 1952 av Theodore Ingham. Webbupplagan, NME.com, lanserades 1996. Under sin storhetstid sålde tidningen 300 000 exemplar i veckan. År 2015 började NME ges ut som gratistidning och trycktes då åter i en upplaga av 300 000 exemplar efter att tidigare ha sålts i cirka 15 000 exemplar per vecka. 2018 lades papperstidningen ned. Sista ordinarie numret av papperstidningen gavs ut i mars 2018 och en festivalguide i april 2018.